# Feitenonderzoek
Feitenonderzoek of in het (Engels) jargon fact-finding is het nagaan van feiten door een persoon of een groep van personen in een juridische of bestuurlijke zaak.
Feitenonderzoek werd voor het eerst ingesteld tijdens de Vredesconferentie van Den Haag in 1907.
Op 9 december 1991 ging de Veiligheidsraad van de Verenigde Naties akkoord met de Declaration on Fact-finding by the United Nations in the Field of the Maintenance of International Peace and Security.